# لیزا ریژیه
لیزا ریژیه (انگلیسی: Lisa Ryzih؛ زادهٔ ۲۷ سپتامبر ۱۹۸۸) ورزشکار پرش با نیزه روس‌تبار اهل آلمان است.